# Jules Martin-Buchey
Jules Martin-Buchey, né le 23 janvier 1850 à Châteauneuf-sur-Charente et mort le 16 février 1918 est un historien, professeur d'histoire de la Charente, en France. Il est l'auteur de La géographie historique et communale de la Charente.

## Biographie
Jules Martin-Buchey est né en 1850 à Châteauneuf-sur-Charente, dans le département de la Charente, où il a vécu au numéro 5 de la rue qui porte maintenant son nom.
Professeur d'histoire, il a enseigné au lycée privé Saint-Paul à Angoulême. 
Il est l'auteur de La géographie historique et communale de la Charente, ouvrage de trois volumes qu'il a écrit entre 1914 et 1917 pendant la Première Guerre mondiale. Ces volumes correspondant aux trois arrondissements actuels, Angoulême, Cognac et Confolens. Cet ouvrage couvre l'histoire et la géographie de la totalité des 426 communes de la Charente d'alors, avec une introduction sur l'histoire et la géographie du département. Cette œuvre reste encore aujourd'hui une référence parmi les communes et les historiens du département.
Jules Martin-Buchey est mort en 1918, à l'âge de 68 ans.

## Publications
- Jules Martin-Buchey, Géographie historique et communale de la Charente, vol. I : Arrondissement d'Angoulême, Martin-Buchey, Châteauneuf, 1914 (réimpr. Éd. de la Tour Gile, 1996), 672 p. (ISBN 2-878022-6-88)
- Jules Martin-Buchey, Géographie historique et communale de la Charente, vol. II : Arrondissement de Cognac et Barbezieux, L.Coquemard, Angoulême, 1915 (réimpr. Éd. de la Tour Gile, 1996), 512 p. (ISBN 2-878022-8-07)
- Jules Martin-Buchey, Géographie historique et communale de la Charente, vol. III : Arrondissement de Confolens et Ruffec, L.Coquemard, Angoulême, 1917 (réimpr. Éd. de la Tour Gile, 1996), 523 p. (ISBN 2-878022-8-15)
- Jules Martin-Buchey, Géographie historique et communale de la Charente, édité par l'auteur, Châteauneuf, 1914-1917 (réimpr. Bruno Sépulchre, Paris, 1984), 422 p.